# Ward (Dakota du Sud)
Pour les articles homonymes, voir Ward.
Ward est une municipalité américaine située dans le comté de Moody, dans l'État du Dakota du Sud.
La localité doit son nom à un dirigeant du Rock Island Railroad ou à James A. Ward, homme politique du territoire du Dakota.

## Démographie
| 1910 | 1920 | 1930 | 1940 | 1950 | 1960 |
| ---- | ---- | ---- | ---- | ---- | ---- |
| 72   | 118  | 90   | 84   | 96   | 74   |

| 1970 | 1980 | 1990 | 2000 | 2010 | - |
| ---- | ---- | ---- | ---- | ---- | - |
| 57   | 43   | 35   | 41   | 48   | - |

Selon le recensement de 2010, Ward compte 48 habitants. La municipalité s'étend sur 0,29 milles carrés (0,75 km2).